# Urliste
Die Urliste, auch Beobachtungsreihe genannt, ist im Bereich der Statistik das direkte Ergebnis einer Datenerhebung, also die ursprüngliche Aufzeichnung der Beobachtungs- oder Messwerte. Die Werte in der Urliste sind noch nicht weiter verrechnet worden, bis auf die Übersetzung der Wahrnehmungen in Zahlen durch die Messung. Deshalb bezeichnet man den einzelnen Wert als Urwert und alle Urwerte zusammen als Urdaten, Primärdaten oder Rohdaten. Zusätzlich zu diesen Merkmalswerten können auch Hinweise darauf aufgelistet werden, welchem Merkmalsträger die Merkmalswerte zugeordnet sind. Sind die Werte in ihrer Reihenfolge zufällig oder entsprechend ihrer zeitlichen Abfolge der Beobachtung aufgelistet, handelt es sich um eine unsortierte Urliste. Richtet sich die Reihung nach irgendeiner Ordnung, dann liegt eine sortierte Urliste (auch primäre Tafel) vor. Eine mögliche Ordnung wäre die alphabetische Ordnung der Merkmalsträger oder die Ordnung nach der Größe der Merkmalsausprägung in einem der erfassten Merkmalsbereiche.
Die Kennzeichnung des Merkmalsträgers kann sowohl bei der Urliste als auch bei der primären Tafel entfallen. Es folgen Beispiele mit und ohne diese Kennzeichnung der Merkmalsträger.

## Beispiel
Beispiel einer unsortierten Urliste:
| Merkmalsträger   | Kinderzahl |
| ---------------- | ---------- |
| Max Mustermann   | 1          |
| Frederik Schwein | 0          |
| Bea Beispielfrau | 2          |
| Piggeldy Schwein | 0          |

| 1 | 0 | 2 | 0 |

Beispiel einer primären Tafel:
| Merkmalsträger   | Kinderzahl |
| ---------------- | ---------- |
| Frederik Schwein | 0          |
| Piggeldy Schwein | 0          |
| Max Mustermann   | 1          |
| Bea Beispielfrau | 2          |

| 0 | 0 | 1 | 2 |

Die Merkmalsträger werden häufig mit einer Kennziffer bezeichnet. Diese Kennziffern der ungeordneten Urliste können in der geordneten Urliste der Reihe nach neu vergeben werden. Es wird vorgeschlagen, diese Änderung der Ziffern kenntlich zu machen, indem man sie in Klammern setzt.
Unsortierte Urliste:
| Merkmalsträger | Kinderzahl |
| -------------- | ---------- |
| 1              | 1          |
| 2              | 0          |
| 3              | 2          |
| 4              | 0          |

Primäre Tafel:
| Merkmalsträger | Kinderzahl |
| -------------- | ---------- |
| (1)            | 0          |
| (2)            | 0          |
| (3)            | 1          |
| (4)            | 2          |

## Vor- und Nachteile
Die Urliste enthält alle Beobachtungswerte und damit keine Auslassungen, Übertragungsfehler oder verlorene Information (Vorteile). Andererseits können Urlisten in der Praxis tausende oder Millionen von Datensätzen enthalten, die für sich genommen unübersichtlich und nicht auswertbar sind; außerdem können bei einer unkorrigierten Urliste noch offensichtliche Fehler wie Zahlendreher oder unmögliche Daten enthalten sein (Nachteile).
Die Daten einer Urliste müssen in der Praxis also aufbereitet werden, um ihren Zweck zu erfüllen. Das geschieht meist durch das Bilden von Häufigkeitsverteilungen.
Viele der statistischen Parameter, die die Eigenschaften so einer Häufigkeitsverteilung abbilden bzw. zusammenfassen sollen, nehmen dabei in Kauf, Informationen zu reduzieren. Das ist gleichzeitig Vorteil wie Nachteil. Wenn das Datenmaterial nicht zu umfangreich ist, kann man auch eine Strichliste führen.

## Preussische Volkszählung
Die Bezeichnung „Urliste“ taucht früh im Zusammenhang mit Volkszählungen auf. Dabei wird sie nicht als Schritt in der mathematischen Aufarbeitung statistischer Daten angesprochen. Möchte man folgende Urliste dennoch im Sinne des statischen Begriffs der Urliste einordnen, könnte man sie als Urliste mit hauptsächlich nominal skalierten Merkmalen beschreiben. Lediglich die Zahl an Bewohnern eines Hauses ist absolutskaliert.
| Durchlaufende Nr. | Nummer des Hauses | Vor- und Familienname | Stand oder Gewerbe | Geburtsjahr | Religion | Zahl der Hausbewohner | Datum der Aufnahme | Bemerkungen |
| ----------------- | ----------------- | --------------------- | ------------------ | ----------- | -------- | --------------------- | ------------------ | ----------- |